# Јевенштет
Јевенштет (њем. Jevenstedt) општина је у њемачкој савезној држави Шлезвиг-Холштајн. Једно је од 165 општинских средишта округа Рендсбург. Према процјени из 2010. у општини је живјело 3.296 становника. Посједује регионалну шифру (AGS) 1058086.

## Географски и демографски подаци
Јевенштет се налази у савезној држави Шлезвиг-Холштајн у округу Рендсбург. Општина се налази на надморској висини од 6 метара. Површина општине износи 45,6 km². У самом мјесту је, према процјени из 2010. године, живјело 3.296 становника. Просјечна густина становништва износи 72 становника/km².